# Ivo Wortmann
Ivo Ardais Wortmann, plus connu sous le nom de Ivo Wortmann est un footballeur brésilien, reconverti entraîneur de football.

## Biographie

### Carrière de joueur
Ivo Wortmann occupe le poste de milieu défensif, lorsqu'il est joueur. Il joue notamment en faveur de l'America Football Club ainsi que pour la Sociedade Esportiva Palmeiras. 
Avec Palmeiras, il participe à la Copa Libertadores en 1979. Il joue cinq matchs lors de cette compétition, inscrivant un but contre l'Alianza Lima.

### Carrière d'entraîneur
Il est entraîneur de l'équipe nationale d'Arabie saoudite (-16 ans), avec laquelle il remporte la Coupe du monde des moins de 16 ans 1989.